# Neck Road
Neck Road è una fermata della metropolitana di New York, situata sulla linea BMT Brighton. Nel 2014 è stata utilizzata da 1 232 947 passeggeri.
È servita dalla linea Q Broadway Express, sempre attiva.